# T. Colin Campbell
T. Colin Campbell (1934) è un biochimico e nutrizionista statunitense, professore emerito di Nutrizione e Biochimica alla Cornell University, noto per la pubblicazione del rapporto The China Study sulla comparazione tra l'alimentazione occidentale e cinese.
In seguito ai suoi studi relativi alla correlazione fra cibo e malattie, Campbell ha adottato un'alimentazione integrale naturale a base vegetale e raccomanda la formazione degli operatori medici in tal senso.
Nel 2010 in seguito a un'operazione al cuore, l'ex presidente degli Stati Uniti d'America Bill Clinton ha adottato a sua volta la nutrizione vegetariana raccomandata da T. Colin Campbell assieme ai colleghi Caldwell Esselstyn e Dean Ornish.